# Політов Володимир Петрович
Володимир Петрович Політов (нар.. 6 грудня 1970, Батагай, Якутська Автономна Радянська Соціалістична Республіка, Російська РФСР, СРСР) — радянський і російський співак, музикант, учасник групи «На-На». Заслужений артист Росії (2001).

## Біографія

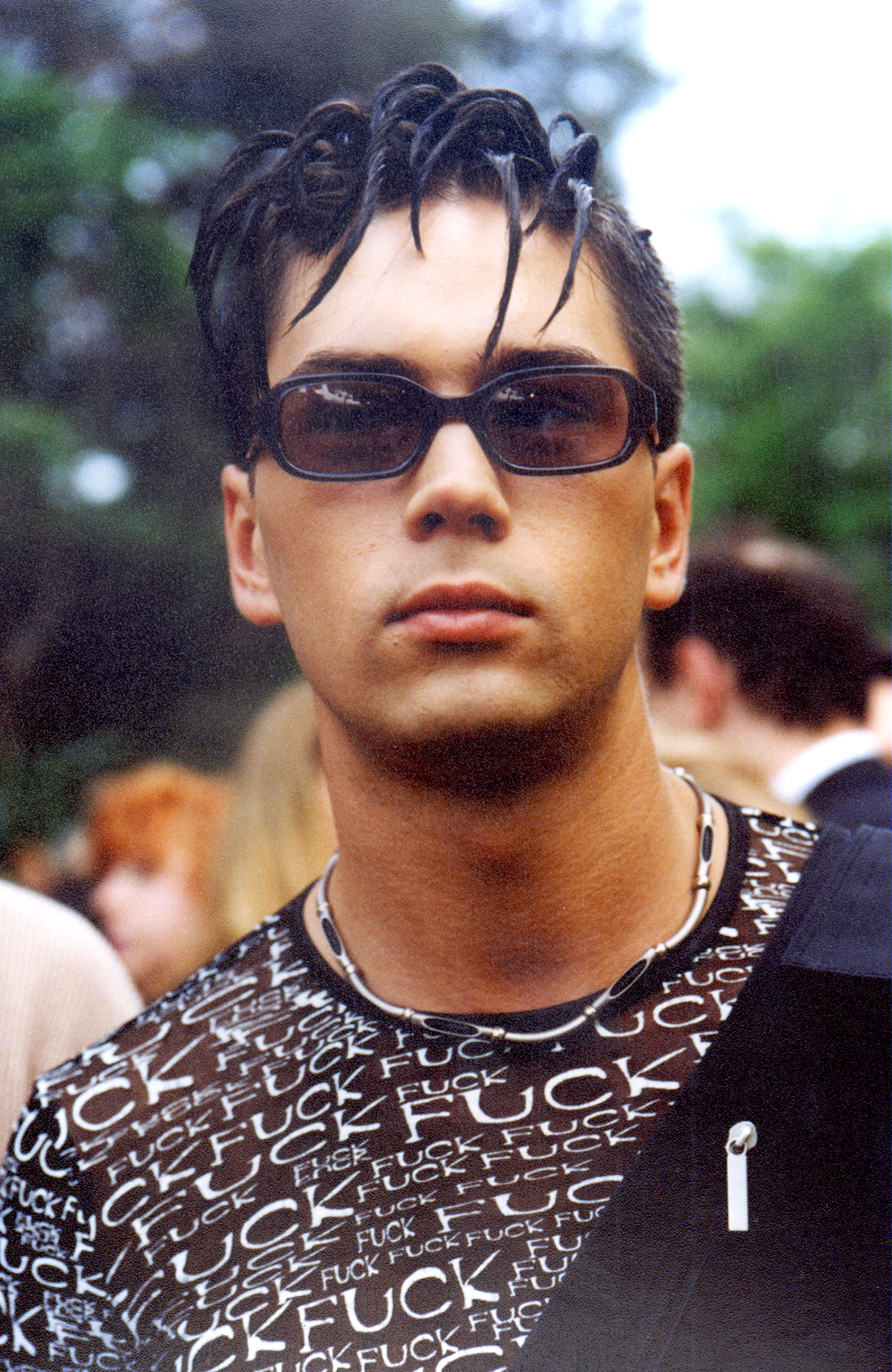

Володимир Петрович Політов народився 6 грудня 1970 року в Якутії, в селищі Батагай. Паралельно з загальноосвітньою школою Володимир навчався в музичній школі, де опанував гру на кларнеті, класичній гітарі та клавішних.
У 1987 році Політов вступив до Ризького інституту інженерів цивільної авіації. Після третього курсу перервав навчання і переїхав до Москви, де деякий час займався комерційною діяльністю.
У 1990 році, здолавши численних суперників, пройшов конкурс в групу «На-На» і почав у ній роботу як бас-гітарист.
Вокальним дебютом Володимира Політова стала пісня «Если б не было ночей», але візитною карткою співака є пісня «Фаина» (скандально відомий однойменний кліп приніс Володимиру Політову звання секс-символу країни). У 2000 році він підписав контракт з Dick Clark Productions.
Крім роботи в групі «На-На», Володимир займається також і сольною творчістю: в 2004 році ним записано кілька сольних композицій у стилі поп-рок. Того ж 2004 року музикантом був створений діджей-проект P. S. Project (В. Політов є єдиним Dj, які мають звання заслуженого артиста Росії). Музичний стиль проєкту може бути охарактеризований як змішаний (House, Deep House, Progressive House, Minimal, ACID tech). На рахунку Володимира, як діджея, успішні виступи на найбільших музичних Фестивалях Росії, а також на великих майданчиках в інших країнах (Казахстан, Індія тощо). Крім музики, Володимир Політов захоплюється риболовлею, полюванням і фотографією.

## Особисте життя
- дружина — Ольга (рік укладення шлюбу: 1999, розлучилися у 2006 році).
  - донька — Олена (нар.. 2000) — виховував після розлучення Володимир[3].

## Нагороди
У складі групи Володимир Політов став лауреатом 12 національних музичних премій «Овація», в тому числі:

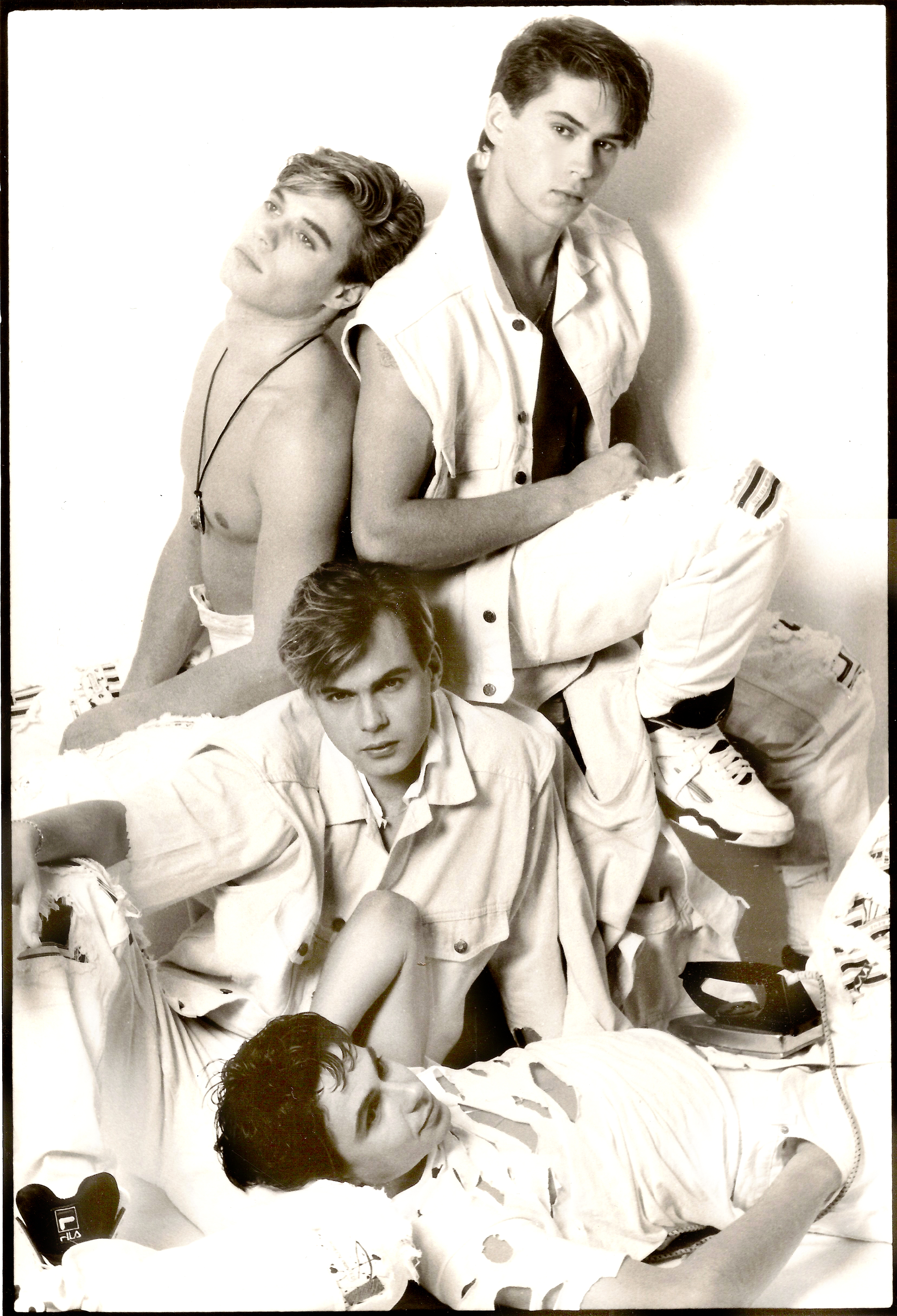

- 1994 р. — «Поп-група року»
- 1994 р. — «Шлягер року» — «Фаина»
- 1995 р. — «Поп-група року»
- 1995 р. — «Шлягер року» — «Шляпа»
- 1997 р. — «Пропаганда вітчизняної поп-музики»
- 1998 р. — «Поп-група року»
- 2001 р. — «Найкраща поп-група десятиліття»
- 2008 р. — «Легенда».

26 квітня 1998 року Володимиру Політову Російським дворянським товариством був подарований титул графа.
У 2001 році Указом Президента Російської Федерації Володимиру Політову присвоєно звання Заслуженого артиста Росії.
Володимир Політов нагороджений Всеросійською Академією словесності медаллю О. С. Пушкіна за внесок в російську культуру.
Серед нагород Володимира Політова — медаль імені М. Ломоносова, якою відзначили його роль у зміцненні держави Російська національна академія безпеки і оборони (разом з іншими учасниками групи «На-На» і продюсером групи Б. Алібасовим Володимир є дійсним членом-кореспондентом Академії безпеки та оборони).
У 2008 році Політову вручені нагороди МВС Росії — медалі «За службу на Північному Кавказі» і «За вірність обов'язку і Вітчизні» (так були оцінені багаторазові виступи солістів групи в гарячих точках).

## Дискографія
Володимир Політов брав участь в записі 12 альбомів групи «На-На»:
- 1990 р. — «Не женись»
- 1992 р. — «Фаина»
- 1992 р. — «Красивая»
- 1995 р. — «На-настальгия»
- 1995 р. — «Квіти» (тайською мовою)
- 1996 р. — «Народные нанайские песни»
- 1996 р. — «Ночь без сна»
- 1997 р. — «Прикинь, да…»
- 1998 р. — «Those were the days»
- 1998 р. — «Игра»
- 1999 р. — «Над Землёй»
- 2003 р. — «Особая энергетика»

За період існування проєкту «P. S. Project» Володимир Політов брав безпосередню участь у записі подвійного альбому «Just Listen» 2006 р.

## Фільмографія
- «Сонце, повітря і …На-На» (1992 р.)
- «Старі пісні про головне» (1995 р.)
- «Старі пісні про головне 3» (1997 р.)
- «Єралаш» (Випуск № 123, 1997 р.) — камео
- «Пролітаючи NA-NA!-д Каліфорнією» (2001 р.)
- «Приватний детектив» (2004 р.)

## Кліпи
Володимир Політов брав участь у зйомках понад 25 відеокліпів групи «На-На», серед яких кліпи пісень:
- «Фаина»,
- «Крошка моя»,
- «Моя малышка»,
- «Не надо»,
- «Прикинь, да…»,
- «Динозавры»,
- «Игра»,
- «Пилот»,
- «Дождик»,
- «Над Землёй»,
- «Знай»,
- «Обида тает»,
- «Посвящение женщине»,
- «Дышу я…»
- и др.

Навесні 2014 року Володимир Політов знявся в кліпі «Между нами» співачки Валерії Левінські.